# Bianca Knight
Bianca Knight (Ridgeland (Misisipi), Estados Unidos, 2 de enero de 1989) es una atleta estadounidense, especialista en la prueba de relevos 4 x 100 m, con la que llegó a ser campeona mundial en 2011 y campeona olímpica en Londres 2012.
Junto a Carmelita Jeter, Allyson Felix y Tianna Madison, ostenta el récord mundial en relevos de 4 x 100 m con 40.82 segundos, conseguido el 10 de agosto de 2012, durante los JJ. OO. de Londres 2012.

## Carrera deportiva
En el Mundial de Daegu 2011 gana la medalla de oro en relevos 4 x 100 m, con un tiempo de 41,56 segundos récord del mundo, por delante de las jamaicanas y ucranianas, siendo sus compañeras de equipo: Allyson Felix, Marshevet Myers y Carmelita Jeter.
Al año siguiente, en los JJ. OO. de Londres 2012 vuelve a conseguir el oro en los relevos 4 x 100 metros, con un tiempo de 40.82 segundos que fue récord mundial, y de nuevo quedando por delante de las jamaicanas (plata) y ucranianas (bronce).